# Jonas Wolter
Jonas Wolter (* 27. Januar 1997 in Köln) ist ein deutscher Eishockeyspieler, der seit 2023 bei den Hannover Indians in der Eishockey-Oberliga spielt.

## Karriere
Jonas Wolter absolvierte seine ersten Erfahrungen in der Schüler-Bundesliga beim ESV Kaufbeuren in der U16-Mannschaft beziehungsweise der Deutschen-Nachwuchs-Liga in der U18 Mannschaft von 2010 bis 2014. In der Saison 2014/2015 spielte er in der deutschen Nachwuchsliga beim Augsburger EV. In der Saison 2016/2017 wechselte er zurück nach Kaufbeuren und war für die Deutsche internationale Jugendmannschaft nominiert. Ab der Saison 2016/2017 spielte er in der DEL2-Mannschaft.
In der Saison 2020/2021 spielt Wolter beim ECDC Memmingen in der Oberliga Süd, anschließend bei den Icefighters Leipzig in der Oberliga Nord.